# The Act of Seeing with One's Own Eyes
Pour plus de détails, voir Fiche technique et Distribution.
The Act of Seeing with One's Own Eyes (en français L'acte de voir de ses propres yeux) est un film muet de Stan Brakhage réalisé en 1971. Son titre est basé sur le sens étymologique du terme autopsie (du grec αὐτοψία / autopsía, littéralement « action de voir de ses propres yeux »). Ce film est le dernier de la « trilogie de Pittsburgh » qui comprend les films Eyes et Deus Ex, réalisés la même année.
La trilogie de Pittsburgh occupe une place à part dans la filmographie du réalisateur. Souvent classé à tort dans le genre documentaire, la réalisation de ces trois films, et de The Act of Seeing en particulier, est en réalité une façon pour Brakhage de se confronter à ses propres peurs pour tenter de les dépasser.
Le film a été tourné dans la morgue du comté d'Allegheny, à Pittsburgh. Il montre plusieurs cadavres sur lesquels sont réalisés des opérations par des médecins légistes, ce qui en fait un film particulièrement difficile à regarder.

## Synopsis
The Act of Seeing with One's Own Eyes est un film muet en couleur de 32 minutes. Caméra à l'épaule, Brakhage montre des cadavres (au nombre de 6 ou 7) qui sont manipulés dans une morgue, et les opérations réalisées par les médecins légistes (mesure, analyse, dissection, démembrement, éventrement et nettoyage). Les mains et les instruments de ces derniers sont au contact des corps. Le film se caractérise par ses gros-plans réalisés sur les détails des cadavres — entiers, largement ouverts, voir vidés —, produisant des images presque abstraites, aux textures variées et aux couleurs vives.
Les derniers plans du film montrent une médecin enregistrant à l'aide d'un micro ses propos qui nous sont inaudibles.

## Analyse
Une grande partie des critiques du film traite de la mise à distance que le film met en œuvre : d'une part à l'égard de la mort, en réalisant des gros plans sur les cadavres filmés dans le but de montrer des formes abstraites et des couleurs variées ; d'autre part avec une absence de jugement ou considération morale, contrairement à d'autres films traitant du même sujet.

### Un film documentaire?
Le genre cinématographique du film est questionné par la plupart des critiques du film. Souvent qualifié de film documentaire, Brakhage lui préfère l'appellation de document,. De nombreux éléments du film ne permettent pas de le classer dans le genre du documentaire. Loin de l'objectivité du regard, ce film marque le point d'orgue de la fascination qu'éprouve le cinéaste pour la mort en se confrontant directement à elle. Sur le plan artistique, des choix esthétiques forts sont opérés, comme le gros-plan mettant en valeur certains détails, le tournage caméra à l'épaule, la sélection de différentes pellicules, ou encore l'absence de bande son.
Lors du tournage à la morgue, la proximité avec la mort a été pour le réalisateur une épreuve extrêmement difficile et traumatisante, comme l'atteste sa correspondance avec sa femme. Ainsi, loin du cadre du documentaire classique, le film est en fait construit du point de vue d'un homme qui a peur.

### Place du film dans l'œuvre du réalisateur
Le film est le dernier d'un ensemble appelé « trilogie de Pittsburgh » (ou « documents de Pittsburgh ») contenant les films Eyes et Deus Ex réalisés en 1971. Ces deux derniers films portent respectivement sur la police et un hôpital. Au sein de cet ensemble, The Act of Seeing with One's Own Eyes est le film le plus frappant en ce qu'il montre des images marquantes et pouvant s'avérer extrêmement choquantes et difficiles à regarder.
Le trilogie de Pittsburgh explore les institutions de la ville et leur rapport de contrôle aux individus et aux corps.
Cette trilogie occupe une place à part dans l'œuvre cinématographique du cinéaste, car son attention est dirigée non vers sa propre subjectivité mais vers le monde extérieur,.

### Influences
Brakhage a reconnu la grande influence du film de Willard Maas (en) et Marie Menken The Geography of the body (1943). Les deux films ont recours aux gros plans pour filmer le corps humain, vivant pour l'un, mort pour l'autre. Les images de Menken distordent la surface du corps par l'usage de la loupe, là où les corps filmés par Brakhage sont manipulés et déformés par les opérations que les médecins légistes lui  font subir, permettant à la caméra d'en filmer l'intérieur. Menken a également influencé Brakhage dans son usage de la caméra portative.

## Production
L'opportunité de réaliser la trilogie de Pittsburgh vient d'au moins un dîner que le réalisateur a eu avec Sally Dixon (en) (conservatrice de cinéma au Carnegie Museum of Art) et Michael Chikiris (photographe de Pittsburgh) au cours duquel il leur fait part de la peur viscérale qu'il éprouve à l'égard de la police, des hôpitaux et des morgues. Selon lui, un bon moyen de surmonter son anxiété serait de se confronter à ces institutions. Dixon et Chikiris l'aident à mener à bien ses projets en lui ouvrant l'accès à ces institutions.

### Tournage et montage
Brakhage tourne ce film avec une caméra Bolex au format 16 millimètres sans son. Le tournage dure trois ou quatre jours en septembre 1971 et a lieu dans la morgue du comté d'Allegheny, à Pittsburgh. Une heure et demie de rushes sont tournés,. Le réalisateur a pris soin de sélectionner 7 pellicules différentes pour le tournage, chacune possédant ses propriétés de couleur, de température et de grain particulières, ainsi que deux filtres et quatre sources lumineuses. Cela démontre sa volonté d'explorer une large gamme de couleurs et de qualités de l'image dès le tournage, lui permettant de ne pas effectuer de post-production.

« The rhythm reflects directly my feelings, my movements, my heartbeat, my aversion at times. In this case, I use seven kinds of film, EF daylight, EF tungsten, [Ektachrome] MS, Kodachrome tungsten, Kodachrome daylight, commercial Ektachrome […] plus two filters, plus three light sources. […] So there are two kinds of neon, one tungsten lamp, and daylight. »

— Stan brakhage
Sur sa méthode de travail, les propos de Brakhage sont parfois exagérés voir contradictoires, signe de sa réticence à la révéler. On sait toutefois que de l'heure et demie de rushes tournés, Brakhage ne garde que 32 minutes, ce qui révèle une façon inhabituelle pour lui de travailler. L'abondance des rushes vis-à-vis du film finale étonne le réalisateur lui-même. De plus, Brakhage ne réalise aucune retouche ou autre intervention de post-production sur les images elles-mêmes. Certaines séquences du montage conservent l'ordre dans lesquelles elles ont été tournées, même si le réalisateur dira qu'il a en réalité opéré un nombre important de changements de façon à contrôler la palette de couleur.